# NGC 4635
NGC 4635 is een balkspiraalstelsel in het sterrenbeeld Hoofdhaar. Het hemelobject werd op 17 maart 1831 ontdekt door de Britse astronoom John Herschel.

## Synoniemen
- UGC 7876
- IRAS 12402+2012
- MCG 3-32-87
- KUG 1240+202
- ZWG 100.3
- KARA 547
- ZWG 99.113
- PGC 42704